# Station Saga-Arashiyama
Station Saga-Arashiyama  (嵯峨嵐山駅,  Saga-Arashiyama-eki) is een spoorwegstation in de wijk Ukyō-ku in de Japanse stad  Kyoto. Het wordt aangedaan door de Sagano-lijn. Het station heeft vier sporen, gelegen aan twee eilandperrons.

Vanaf het station Torokko Saga (direct tegenover het station Saga-Arashiyama) begint de toeristische Sagano Kankō-spoorlijn.

## Treindienst

### JR West
| 1,2 | ■ Sagano-lijn | richting Nijō, Kioto       |
| 3,4 | ■ Sagano-lijn | richting Kameoka en Sonobe |

## Geschiedenis
Het station werd in 1897 geopend onder de naam Saga. Sinds 1994 heet het station Saga-Arashiyama. In 1961 en van 2007 tot 2009 is het station vernieuwd.

## Overig openbaar vervoer
Halte Randen-Saga aan de Keifuku-tramlijn.

## Stationsomgeving
Hoewel het station de naam Arashiyama draagt, is het relatief ver verwijderd van de toeristische attracties, zoals het Arashiyama Monkey Park
- Community Sagano (winkelcentrum)
- Lawson

Kioto · Tambaguchi · Nijō · Emmachi · Hanazono · Uzumasa · Saga-Arashiyama · Hozukyō · Umahori · Kameoka · Namikawa · Chiyokawa · Yagi · Yoshitomi · Sonobe (>>San'in-lijn)